# Sceaux-d'Anjou
Sceaux-d'Anjou är en kommun i departementet Maine-et-Loire i regionen Pays de la Loire i nordvästra Frankrike. Kommunen ligger i kantonen Châteauneuf-sur-Sarthe som tillhör arrondissementet Segré. År 2022 hade Sceaux-d'Anjou 1 161 invånare.

## Befolkningsutveckling
Antalet invånare i kommunen Sceaux-d'Anjou
| Referens: INSEE |